# Nguyễn Kim Hồng (chính khách)
Nguyễn Kim Hồng (sinh ngày 25 tháng 9 năm 1959) là một chính trị gia về hưu người Việt Nam. Ông từng là Phó Trưởng ban Dân nguyện Quốc hội Việt Nam khóa 14, Phó Chủ nhiệm Ủy ban Pháp luật của Quốc hội khóa 13, đại biểu Quốc hội Việt Nam khóa 13 nhiệm kì 2011-2016 và khóa 12 nhiệm kì 2007-2011 thuộc đoàn đại biểu tỉnh Đồng Tháp. Tháng 5 năm 2016, ông được trung ương giới thiệu ứng cử đại biểu Quốc hội Việt Nam khóa 14 nhiệm kì 2016-2021 ở tỉnh Đồng Tháp nhưng không trúng cử.

## Xuất thân
Nguyễn Kim Hồng sinh ngày 25 tháng 9 năm 1959, người dân tộc Kinh, không theo tôn giáo nào. Ông có quê quán tại xã Phụng Châu, huyện Chương Mỹ, TP Hà Nội. Ông hiện cư trú ở Số nhà 55, ngách 34A/5, 34A Trần Phú, quận Ba Đình, thành phố Hà Nội.

## Giáo dục
Ông học phổ thông hệ 10/10.
Trình độ học vấn: Đại học Sư phạm Ngoại ngữ khoa tiếng Pháp
Học vị: Tiến sĩ Luật chuyên ngành Điều tra tội phạm xâm phạm an ninh quốc gia

## Sự nghiệp
Vào ngày 14 tháng 3 năm 1990, Nguyễn Kim Hồng gia nhập Đảng Cộng sản Việt Nam.

### ĐBQH khóa 12 Đồng Tháp
Từ 2007 đến 2011, Nguyễn Kim Hồng là Đại biểu Quốc hội Việt Nam khóa 12 tỉnh Đồng Tháp chuyên trách trung ương và là Ủy viên thường trực Uỷ ban Pháp luật của Quốc hội khóa 12. Lúc này ông có bằng Cao cấp lý luận chính trị Đảng Cộng sản Việt Nam và bằng Thạc sĩ Luật chuyên ngành điều tra tội phạm.

### ĐBQH khóa 13 Đồng Tháp
Tháng 5 năm 2011, ông trúng cử đại biểu Quốc hội Việt Nam khóa 13 ở Đơn vị bầu cử Số 1, gồm Huyện Tân Hồng, huyện Hồng Ngự, huyện Tam Nông và thị xã Hồng Ngự, đạt tỷ lệ 76,68% số phiếu hợp lệ.
Từ 2011 đến 2016, Nguyễn Kim Hồng là Đại biểu Quốc hội Việt Nam khóa 13 tỉnh Đồng Tháp chuyên trách trung ương và là Phó Chủ nhiệm Ủy ban Pháp luật của Quốc hội khóa 13. Lúc này ông có bằng Cao cấp lý luận chính trị Đảng Cộng sản Việt Nam và bằng Tiến sỹ Luật chuyên ngành điều tra tội phạm xâm phạm an ninh quốc gia, Cử nhân sư phạm ngoại ngữ.

### Thất cử đại biểu Quốc hội khóa 14
Ngày 22 tháng 5 năm 2016, ông là một trong bốn ứng cử viên đại biểu Quốc hội (bầu 2) ở Đơn vị bầu cử Số 1 Đồng Tháp gồm thị xã Hồng Ngự và các huyện: Tân Hồng, Hồng Ngự, Tam Nông, ông là ứng cử viên được trung ương giới thiệu tuy nhiên ông đã thất cử cùng với Nguyễn Văn Thông, sinh năm 1963, Phó trưởng phòng Nông nghiệp và Phát triển Nông thôn huyện Tam Nông, tỉnh Đồng Tháp. Hai người thắng cử là Trần Văn Cường (sinh năm 1964, Đại tá, Chính uỷ Bộ Chỉ huy quân sự tỉnh Đồng Tháp) và Huỳnh Minh Tuấn (sinh năm 1980, Giám đốc Sở Khoa học và Công nghệ tỉnh Đồng Tháp).
Tuy không trúng cử Đại biểu Quốc hội khóa 14, Nguyễn Kim Hồng vẫn giữ chức vụ Phó Ban Dân nguyện Quốc hội khóa 14.
Sáng ngày 30 tháng 9 năm 2019, ông nhận quyết định nghỉ hưu.